# HD 55526
HD 55526，又名CD-48 2765，SAO 218514、HR 2719，是一颗恒星，视星等为5.14，位于銀經259.7，銀緯-17.13，其B1900.0坐标为赤經7h 8m 6.3s，赤緯-48° -17.13′ 17″。